# Ryosuke Kojima
Ryosuke Kojima (小島 亨介 Kojima Ryōsuke?, Aichi, 30 de enero de 1997) es un futbolista japonés que juega como guardameta en el Kashiwa Reysol de la J1 League.

## Trayectoria
En 2019 se unió al Oita Trinita.

## Selección nacional
Fue elegido para integrar la selección nacional de Japón para la Copa América 2019.

## Clubes
| Club                     | País  | Año       |
| ------------------------ | ----- | --------- |
| Oita Trinita             | Japón | 2019-2021 |
| Albirex Niigata (cedido) | Japón | 2020-2021 |
| Albirex Niigata          | Japón | 2022-2024 |
| Kashiwa Reysol           | Japón | 2025-     |